# Lista niesklasyfikowanych planetoid
Lista niesklasyfikowanych planetoid – lista planetoid poruszających się po nietypowych orbitach i z tego powodu niezaklasyfikowanych do żadnej z grup planetoid.
Obiekty te nie stanowią też jakiejś spójnej rodziny planetoid, gdyż ogółem mają one bardzo różne parametry swych orbit. Najczęściej jednak w peryhelium znajdują się w głównym pasie planetoid, a w aphelium znacząco przekraczają orbitę Jowisza. Mogą mieć bardzo eliptyczne orbity lub wyjątkowo dużą inklinację.
Według stanu na 13 marca 2025 roku znane były 143 takie nietypowe obiekty, z których 17 zostało ponumerowanych, a 2 z nich otrzymały też nazwę własną. Najwięcej spośród nich (19 obiektów) zostało odkryte w 2010 roku.

## Ponumerowane nietypowe planetoidy
Lista zawiera wszystkie niesklasyfikowane planetoidy, które otrzymały stały numer, na dzień 13 marca 2025 roku.
- (6144) Kondojiro
- (32511) 2001 NX17
- (241944) 2002 CU147
- (275618) 2000 AU242
- (301964) 2000 EJ37
- (363135) 2001 QQ199
- (487496) 2014 SE288
- (490171) 2008 UD253
- (497619) 2006 QL39
- (504160) 2006 SV301
- (514107) Kaʻepaokaʻawela
- (526889) 2007 GH6
- (584530) 2017 GY10
- (613709) 2007 CM57
- (614590) 2009 XY21
- (669525) 2012 XO144
- (694001) 2015 PC58